# Tên gọi loài vật
Tên gọi loài vật (Animal name) chỉ về cách mà người ta gọi một loài động vật cụ thể. Đối với nhiều loài động vật, đặc biệt là những con đã được thuần hóa (động vật nông trại), có những cái tên cụ thể cho cá thể giống đực (con đực, con trống), cá thể giống cái (con cái, con mái, con nái) con non và chỉ về một nhóm, tập hợp các cá thể (bầy, đàn). Trong tiếng Anh, nguồn tài liệu nổi tiếng nhất của nhiều từ tiếng Anh được sử dụng cho các nhóm động vật đã được sưu tầm, tập hợp là tác phẩm The Book of Saint Albans, một bài luận về săn bắn xuất bản năm 1486 và do Juliana Berners chắp bút, nó thông dụng đến mức hầu hết các thuật ngữ được sử dụng trong tiếng Anh chỉ về loài vật có thể được tìm thấy trong các từ điển thông dụng và các trang web thông tin chung. Tên gọi loài vật cũng bị ảnh hưởng bởi văn hóa địa phương và quốc gia, vùng miền, châu lục, theo dân tộc, sắc tộc, cộng đồng người.

## Tổng quan
Nói chung, tên gọi loài vật thường là tên thông thường hay là tên thông dụng hoặc tên thường gọi (common name) của một loài vật, còn được gọi là tên địa phương (vernacular name, local name), tên thông tục (colloquial name), là những cái tên phổ biến, thông dụng (Popular name) và dựa trên ngôn ngữ bình thường của cuộc sống hàng ngày những kiểu tên gọi này thường trái ngược với tên khoa học (Danh pháp khoa học), những tên gọi thông thường đôi khi được sử dụng thường xuyên, nhưng không phải lúc nào cũng như vậy, những tên gọi khoa học được định danh là Danh pháp chỉ tới một hệ thống các tên gọi hay thuật ngữ, các quy tắc hay quy ước được sử dụng để tạo ra các tên gọi của một giống loài.
Đôi khi, các tên phổ biến cũng được đặt ra nhất là trong lĩnh vực chọn giống, lai tạo giống hoặc trong việc mua bán, mậu dịch các vật nuôi dành cho các bên quan tâm như ngư dân, nông dân, thương gia để có thể đề cập đến một con vật cụ thể mà không cần phải có khả năng ghi nhớ hoặc phát âm tên khoa học Latin hóa. Việc lập một danh sách "chính thức" của các tên phổ biến cũng có thể là một nỗ lực để chuẩn hóa việc sử dụng các tên chung, đôi khi có thể thay đổi rất nhiều giữa các khu vực của một quốc gia, cũng như giữa một quốc gia này với quốc gia kia, ngay cả khi cùng một ngôn ngữ được nói ở cả hai nơi
Ở Việt Nam, theo quy định tại Điều 29 Luật Chăn nuôi thì nguyên tắc đặt tên dòng, giống vật nuôi mới phải đảm bảo rằng mỗi dòng, giống vật nuôi mới chỉ được đặt một tên phù hợp bằng tiếng Việt, việc đặt tên dòng, giống vật nuôi mới phải bảo đảm không thuộc trường hợp gây ra sự trùng hoặc gây nhầm lẫn với tên dòng, giống vật nuôi đã được công nhận, tên gọi chỉ bao gồm chữ số, tên gọi vi phạm truyền thống lịch sử, văn hóa, đạo đức và thuần phong mỹ tục, trùng với cách đọc hoặc cách viết tên của lãnh tụ, anh hùng dân tộc, danh nhân và tên gọi sử dụng tên của cơ quan, tổ chức. Đối với các giống ngoại nhập, để thuận tiện cho người nông dân, các giống có tên nước ngoài thường được phát âm trực tiếp bằng tiếng Việt, một số tên gọi được Việt hóa thành tên tiếng Việt.

## Danh sách

### Con trâu
Con trâu còn được gọi với nhiều tên khác nhau trong tiếng Việt: trâu, tru, sửu, ngưu, ngâu, nghé (trâu con). Theo học giả An Chi, về mặt từ nguyên học, trâu là một từ Việt gốc Hán bắt nguồn ở từ ghi bằng chữ (犓) âm Hán Việt là tru vì thiết âm của nó là trắc ngu thiết (測隅切) là Tr[ắc] + [ng]u = tru. Hán ngữ đại tự điển ghi cho chữ tru (犓) hai nghĩa: "dụng thảo liệu uy ngưu dương"  (用草科喂牛羊), nghĩa là "nuôi trâu bò, dê cừu bằng cỏ" và "phiếm chỉ ngưu dương" (泛指牛羊) nghĩa là "chỉ trâu bò, dê cừu nói chung". Cũng theo tác giả, tiếng Việt đã dùng tru (犓) để chỉ riêng con trâu và âm tru của từ trâu vẫn tồn tại cho đến ngày nay trong tiếng Nghệ Tĩnh thì tru là một từ Hán Việt vẫn còn tồn tại trong tiếng Nghệ Tĩnh, mà trâu là hình thức Hán Việt-Việt hóa trong tiếng Việt văn học và tiếng Việt. Tuy nhiên, chữ (犓) âm Hán Việt là xu, chứ không phải tru. Con trâu theo chữ Nôm của Viện Hán Nôm Việt Nam ghi là 𤛠. Trâu là một từ Việt không phải gốc Môn-Khmer hay Malayo-Polynesian.
Cầm tinh năm Sửu là con trâu, chữ Hán viết là 牛 (ngưu), nhiều ý kiến cho rằng nghĩa của chữ 牛 (ngưu) trong Hán tự không phải là trâu, mà là bò và 牛 (ngưu) là hình thức giản lược của 黃牛 (hoàng ngưu) là con bò, còn trâu, chữ Hán viết đầy đủ là 水牛 (thủy ngưu). Nguồn gốc chữ 牛(ngưu) như sau: Hán-Việt từ điển của Đào Duy Anh: "牛 ngưu: con bò. Ta nhận lầm chữ 牛 là con trâu. Hán ngữ đại từ điển: "Ngưu: Động vật có vú, họ bò, thân mình to lớn, đầu có hai sừng, cuối chân có guốc, chót đuôi nhọn hoặc có lông dài; ăn cỏ, nhai lại, sức lực khỏe, có thể cày ruộng hoặc kéo xe; thịt, sữa, có thể ăn; sừng, da, xương có thể làm đồ dùng. Thường thấy ở Trung Quốc, thì có bò, trâu, bò Tây Tạng. Có sự lầm tưởng rằng ngưu hay ngâu là trâu nhưng ngưu là bò, có ý kiến rằng bò là hoàng ngưu và trâu là hắc ngưu nhưng có nhiều con bò có lông đen, bò vá đen-trắng hay trắng-nâu và bò có lông trắng toát. Người Trung Hoa gọi trâu là thủy ngưu. Người Anh gọi là Water buffalo hay water ox và gọi trâu là Indian buffalo.
Các ngôn ngữ trong họ Ấn Âu có nhiều từ riêng chỉ con trâu, bò, bò rừng. Trong tiếng Anh có từ Buffalo là con trâu (tiếng Pháp: buffle) và cow là con bò (tiếng Pháp là vache). Tiếng Trung dùng từ kép thủy ngưu (水牛) để chỉ con trâu, còn con bò là mẫu ngưu (母牛) hay hoàng ngưu (黄牛) và hoả ngưu (火牛) cũng dùng để chỉ loài bò. Con bò đực (tiếng Anh là bull, tiếng Pháp là taureau) thì gọi là công ngưu (公牛) hay ngưu (牛), bò cái thì gọi là tần ngưu. Có loài Lựu ngưu (瘤牛) là loại bò có cục bướu (bò u, zebu). Bò Tây Tạng có lông và đuôi rất dài (yak) gọi là mao ngưu (犛牛) hay ly ngưu. Con Tê hay con tê giác (rhinoceros) gọi là tê ngưu hay tây ngưu hay tây ngu (犀牛) có da dầy và sừng mọc ở mũi. Còn loại bò Mỹ nhiều lông (bison) gọi là dã ngưu (野牛). Ly ngưu là con bò tót, còn gọi là con mao tê, con min (nghĩa là con trâu rừng), là một giống bò hoang, bò rừng, sức rất khỏe, đuôi rất dài, ngày xưa người ta dùng làm ngù cờ. Do đó, từ ngưu có thể là bò và cũng có thể là trâu, nghĩa chung của ngưu chỉ trâu bò dẫn đến cách dùng mơ hồ của cụm từ Sửu Ngưu (丑牛) trong văn hoá Trung Quốc.
Nếu thiên về nguồn gốc Trung Hoa của các từ ngữ dùng để cách gọi tên trâu/ngưu/ngâu theo đó, ngưu vừa là trâu, vừa là bò, để phân biệt thì bò là hoàng ngưu, trâu là thủy ngưu, bò Tây Tạng là mao ngưu, tê là tê ngưu. Tuy nhiên, trong Hán cổ, ngưu là trâu vì ngưu manh là con mòng trâu; ngưu điệt là con đỉa trâu; ngưu đầu mã diện là đầu trâu mặt ngựa; đối ngưu đàn cầm là đàn gãy tai trâu. Danh từ đó được ghi bằng chữ 牛, âm Hán Việt là ngưu, mà ngâu là một biến thể xưa hơn, còn thấy được trong mưa ngâu, vợ chồng Ngâu là nguyên từ của danh từ trâu trong tiếng Việt nên trâu là một từ Việt gốc Hán bắt nguồn từ chữ/từ 牛, dấu nối giữa trâu và ngưu 牛 chính là chữ mà âm Hán Việt hiện đại là sưu, có nghĩa là khỏi bệnh, là một hình thanh tự mà nghĩa phù là nạch còn thanh phù là ngưu, trâu cũng là một từ Việt gốc Hán bắt nguồn từ chữ/từ 牛 mà âm Hán Việt hiện đại là ngưu còn cái dấu nối giữa trâu và ngưu (ngâu) là chữ sưu.
Về từ nguyên trâu/sửu/ngưu/ngâu, có thể tóm lược quan điểm nguồn gốc Việt Nam thì Ngưu hay ngâu là tiếng Hán Việt, nghĩa là bò (cow, ox, bull), giọng Bắc Kinh là niú viết bằng bộ ngưu 牛 thứ 93 trong 214 bộ thủ cổ điển. Trâu được truy xuất trong klu/tlu (trâu, tiếng Mường), tru (giọng Ninh Bình, Thanh Hóa), tơla (Bahna), krapư (Brâu), krobây/khây (Khme), krâu (Wa), trâu còn được phiên âm là *klâu trong An Nam Dịch Ngữ hay dạng tlâu trong tự điển Việt Bồ La nên có sự tương quan phụ âm đầu s-kl/tl–tr của Sửu - *klu/*tlu - trâu khi xác lập nguồn gốc Việt Nam của con trâu.Trong một thứ tiếng Môn-Khmer là tiếng Khmer thì trâu là krobây là một từ mà thứ tiếng này đã mượn của một thứ tiếng Malayo-Polynesian là tiếng Mã Lai. Trong tiếng Mã Lai thì trâu là kerbau (còn tiếng Tagalog ở Philippines là kalabáw), từ kalabáw cũng đã đi vào tiếng Tây Ban Nha thành Carabao, tiếng Anh cũng mượn theo mà ghi. Kerbau là một từ Mã Lai gốc Sanskrit, bắt nguồn ở danh từ karabha (với biến thể kalabha), có nghĩa là "voi con".

### Tê giác
Tê giác (Rhinoceros hay Rhino) là một cách gọi dành cho con tê, tên trong tiếng Hán là tê ngưu (犀牛), tê giác (犀角) có nghĩa là sừng (của con) tê, không dùng để chỉ đích thân con vật (là con tê), trước đây người ta gọi con vật này là tây hay là con tê, sau này từ tê/tây thành "tê giác". Trong một thời gian dài, cả trong Nam lẫn ngoài Bắc đều gọi tê giác là tây, sau đó, tây đã chuyển thành tê, người Nam vẫn tiếp tục giữ âm tây còn ngoài Bắc thì đã chọn tê, nhưng không ở đâu gọi con vật đó là "tây giác" hoặc "tê giác" vì tê giác/tây giác là sừng (của con) tê, mà trong Nam còn gọi là u tây. 
- Theo cuốn Dictionarium Latino-Annamiticum (Từ điển La Tinh-An Nam) thì "Rhinoceros là Con tây; tê ngưu, Bình bằng tây giác và "Rhinoceroticus Thuộc về con tây." Tây là biến thể ngữ âm của tê, đồng nghĩa với tê ngưu (có nghĩa là con tê) và tây giác là biến thể ngữ âm của tê giác và có nghĩa là sừng tê, "bình bằng tây giác" là bình làm bằng sừng tê.
- Theo cuốn Dictionarium Annamiticum Lusitanum et Latinum (Từ điển Việt-Bồ-La) có âm "tây": "Tây, con tây: bada (tiếng Bồ), rhinoceros (tiếng La)". Bada là tiếng Bồ Đào Nha gọi là Rinoceronte bắt nguồn từ tiếng Mã Lai là Badak, có nghĩa là tê/tây, đồng nghĩa với Rhinoceros trong tiếng Latin.
- Theo cuốn Dictionarium Annamitico Latinum của Pierre Pigneaux de Béhaine đã ghi nhận cả tây lẫn tê.
- Theo Việt-Nam Tự-Điển do Hội Khai Trí Tiến Đức ở Hà Nội chỉ ghi nhận có tê mà không còn thấy tây.
- Theo Đại Nam quấc âm tự vị thì "u tây" là "Cái sừng ở trước mũi con tây, người khách lấy làm một vật quí báu, cũng là vị thuốc mát"
- Theo Từ điển tiếng Việt do Văn Tân chủ biên thì còn lưỡng lự giữa tê và tê giác (là hai đơn vị đồng nghĩa) và có hai mục từ: "Tê–Cg. Tê giác, tê ngưu. Loài thú có guốc lẻ, da dày, trên mũi có một hoặc hai sừng" và " Tê giác.–Nh. Tê (loài thú).", tập thể tác giả đã nghiêng hẳn về tính chính xác của ngôn ngữ nên mới lấy Tê làm mục từ chính, và Tê giác thì chỉ được chuyển chú về mục Tê.
- Trong kinh Phật có bài kệ về con Tê ngưu một sừng, với những câu: Hãy sống riêng một mình/Như tê ngưu một sừng nói về một con vật có tập tính sống đơn độc.

Một số còn dùng thuật ngữ chỉ tê giác là giống trâu Tây Tạng hay Tây ngưu chuyên sống dưới chân những ngọn núi cao ở phía Tây Trung Quốc có khí hậu ẩm thấp, rừng cây thưa thớt. Loài thú giống trâu này được gọi là Tây ngưu (Seaigan) hay Tây ngu hoặc Tê ngưu. Chúng rất hung dữ và mạnh mẽ như voi, thân hình to lớn, cao tới 2 thước, dài khoảng 3 thước rưỡi, nặng từ 2 tới 3 tấn. Khác với trâu, Tây ngưu chỉ có một sừng ngay trên sống mũi dài từ 60 đến 70 phân. Tây ngưu là giống đa tình cũng như con người; những con đực thường húc nhau để giành con cái, và chúng cũng đánh ghen với nhau khi con cái lăng nhăng với con đực khác.
Có 3 loại Tây ngưu: giống có một sừng, lông màu đen gọi là "Hắc Tây ngưu", giống có hai sừng, lông trắng gọi là "Bạch Tây ngưu", còn một giống nữa chỉ sống trên đỉnh núi, không bao giờ xuống triền núi, chân núi hay thung lũng, gọi là "Sơn Tây ngưu". Da Tây ngưu rất dày, dai như gân và cứng như sắt, vũ khí rất khó xuyên thủng. Sau khi hạ được Tây ngưu, người ta chỉ cắt lấy sừng và mấy miếng da nách" và lấy da nó mà làm áo giáp, gọi là tê giáp (犀甲), số lượng tê giáp được dùng thời xưa thì không ít trong "Câu Tiễn phạt Ngô ngoại truyện" trong Ngô Việt Xuân Thu chép rằng binh lính của Ngô Phù Sai mặc tê giáp có đến mấy vạn người, kể cả tê giáp làm bằng da trâu (thủy ngưu) nên danh ngữ tê giáp cũng còn được dùng theo hoán dụ để chỉ quân đội.
Trâu Tây Tạng là con tê hay là con Tê/tây là một cái tên có từ thời Bắc thuộc và sau này là "tê giác". Chữ tây trong tây ngưu là 犀 còn chữ tây trong Tây Tạng là 西; hai chữ, nghĩa khác nhau. Việc phân thành ba giống trong đó có giống "Sơn tây ngưu" là một khái niệm mơ hồ, mặc dù nó có được nhắc đến trong tác phẩm Bản thảo cương mục của Lý Thời Trân. Cách phiên âm tây ngưu thành "seaigan" đã nhầm chữ cái cuối cùng của hình thức phiên âm từ "u" thành "n" mà phải là seaigau vì phải là gau thì mới ứng được với ngưu (牛). Hình thức phiên âm này chỉ có thể là một thổ ngữ của tiếng Hán ở miền Đông Nam Trung Quốc vì các phương ngữ khác không còn "g", có nhiều khả năng là tiếng Triều Châu (còn giữ được "g"). Hai chữ Hán có hình thức phiên âm thành "seaigan" chính là 犀牛 mà Triều Châu âm tự điển của Đạt Phủ và Trương Liên Hàng phiên âm là sai¹ghu5 nhưng hình thức phiên âm sẽ là xīniú (Tây ngưu).

### Con khỉ
Khỉ (Monkey/Ape) có rất nhiều tên gọi khác nhau, nhiều người có thói quen gọi bất cứ sinh vật nào thuộc họ linh trưởng là khỉ nhưng Không phải khỉ nào cũng là khỉ (Monkey/Ape). Loài khỉ (Monkey) chỉ là nhóm chiếm phần lớn trong họ này, nhóm còn lại là vượn nhân hình (Ape) với đại diện là các loài như tinh tinh, đười ươi, khỉ đột. Đặc điểm dễ phân biệt nhất giữa khỉ và vượn, đó là hầu hết khỉ có đuôi, còn vượn không có đuôi, trí thông minh của vượn lớn cũng vượt trội so với khỉ. Loài khỉ trông giống như người, nhất là loài linh trưởng không đuôi có thân xác to bằng người đươc người Âu châu gọi khỉ là "dạng người loại nhỏ" (Lesser apes), gọi khỉ đột là "dạng người loại lớn" (Great apes), trong tiếng Pháp, từ Singe bao gồm cả "vượn" và "khỉ", còn người Việt gọi khỉ đột, đười ươi, hắc tinh tinh là "Dã nhân" (Người rừng).
Trong ngôn ngữ bình dân thì một số loài giống khỉ không đuôi như tinh tinh hay vượn (Gibbon) thường được gọi là khỉ dù các nhà sinh học không xếp chúng vào các loài khỉ. Nguồn gốc của từ "Monkey" là không rõ ràng, có thể xuất phát từ từ "Moneke" (lấy theo tên của con trai của Martin Ape trong một câu chuyện về động vật thời trung cổ), nó cũng có liên quan đến người lùn (tiếng Hà Lan là "Manneken") còn tiếng Phạn là khỉ có nghĩa là Markata (dịch âm là Ca-tra). Người ta phân biệt giữa khỉ (Monkey), vượn (Gibbon) và vượn lớn như khỉ đột hay đười ươi (Ape) tuy chúng cùng chủng tộc nhưng khỉ thân nhỏ và có đuôi, vượn giống khỉ nhưng có tay dài cả thước, còn khỉ đột thân lớn hơn khỉ và không có đuôi, khỉ rất dễ dàng phân biệt với vượn vì khỉ có đuôi, vượn thì không.
Trong tiếng Việt có 11 từ được dùng để chỉ khỉ: hầu, khỉ, khởi, khẹc, khọn, tườu, nỡm, bù dù, đười ươi, vượn (Viên) và nghề, những tên gọi này gợi lên ấn tượng về thói láu táu, nghịch ngợm, phá phách và phét lác của chúng. Trong cuộc sống hằng ngày, những lời mắng liên quan đến khỉ xuất hiện khá nhiều, nhưng hầu hết mang một sắc thái nhẹ nhàng. Trong ngôn ngữ Việt, khỉ còn được gọi là con tườu (tiều), con voọc (có lẽ từ tiếng Mường), con bú dù, con nỡm, ngoài danh từ "khỉ", phương ngữ Nam Bộ còn có hai danh từ khác nữa dùng để chỉ loài động vật này là "khọn" và "mai", chừng 70 năm trước Gia Định đã có nghe dùng từ "mai" để chỉ loài khỉ, "mai" tiếng địa phương có nghĩa là "khỉ", hang Mai tức là "hang của loài khỉ".
Một cái tên khác nữa dùng để gọi loài khỉ tại Nam Bộ là "khọn" (Con khọn, "Làm tuồng mặt con khọn", Làm con khọn ý là Làm chẳng nên tích sự gì) và Làm mặt khỉ, tiếng mắng đứa hay làm mặt vúc vắc, nhăn nhíu khó coi. Trong phương ngữ Nam Bộ, "khọn" đã trở thành một từ cổ. Trong từ tổ đẳng lập "khỉ khọn" dùng để chỉ tính nghịch ngợm của thiếu nhi, thiếu niên, mà tiếng Nam có hai từ riêng là "khọn" và "mai", dùng để chỉ khỉ mà nói chung người miền Bắc không hay. Miền Bắc cũng có hai từ riêng dùng để chỉ loài động vật này là "tườu" và "bú dù" thường là tiếng dùng để chửi mắng. Còn điểm chung của cả hai miền Nam, Bắc là dùng từ "khỉ" để diễn tả cái ý "không ra gì" (trò khỉ) nhưng miền Nam thì có nhiều cách ghép đôi hơn như "khỉ cùi", "khỉ khô", "khỉ mốc".
Người Quảng Đông khi họ dùng ba tiếng "mạ lấu chính" 馬驑精/đọc theo âm Hán Việt là "mã lưu tinh") để chỉ những đứa trẻ tinh nghịch, trong tiếng Quảng Đông thì "mạ lấu" (馬驑/mã lưu) là khỉ vì người Quảng Đông không dùng hai tiếng "hầu tử" (猴子/hóuzi). Trong tiếng Hán Việt phát âm chệch từ khỉ thành "khởi", ngày nay ta nói khởi nghĩa, khởi hành, nhưng các từ điển xưa ghi là khỉ hành, khỉ nghĩa. Theo học giả An Chi, từ nguyên của các từ Việt gốc Hán thì nguyên từ (etymon) của "khỉ" đó là chữ/từ "quỷ" (蛫) trong tiếng Hán nghĩa là "viên loại" (猿类) nghĩa là "loài vượn". Đây là một hình thanh tự mà nghĩa phù là "khuyển" (犭) còn thanh phù là "nguy" (危), phụ âm đầu thì Q[w] của "quỷ", Ng[w] của "nguy" và Kh của "khỉ" đều là những âm cuối lưỡi cho nên mối tương quan về từ nguyên của chúng với nhau

### Mão/mẹo
Đối với người Trung Hoa thì ứng với chi Mẹo (Mão) là con thỏ chứ không phải con mèo. Những tộc người nói các ngôn ngữ Tày-Thái chịu ảnh hưởng văn hóa của người Trung Hoa từ xa xưa cũng đã theo họ mà xem con vật ứng với chi Mẹo là con thỏ. Trong ngôn ngữ hàng ngày và ngôn ngữ văn học của tiếng Lào, con thỏ gọi là ka tài, ứng với chi Mẹo, thì con vật đó lại không được gọi là ka tài mà lại được gọi là thó, và pi thó là năm con Thỏ (pi là năm). Trong tiếng Xiêm, con thỏ gọi là kra tài nhưng năm con thỏ thì cũng là pi thó như trong tiếng Lào (Đây là hai ngôn ngữ đồng tộc Tày-Thái). Thó của tiếng Lào và tiếng Xiêm bắt nguồn ở một từ tiếng Hán ghi bằng chữ 兔 mà âm Hán Việt xưa là thỏ còn âm nay là thố hoặc có thể từ thó của tiếng Lào bắt nguồn từ thỏ trong tiếng Việt. Các ngôn ngữ Miêu-Dao cũng có chịu ảnh hưởng của tiếng Hán, trong tiếng Dao ở Việt Nam thì tên của chi Mẹo là Mão và ứng với chi này cũng là con thỏ mà tiếng Dao gọi là thù, là một từ Dao bắt nguồn từ tiếng Hán.
Trong tiếng Hán thì Mão 卯 có nghĩa là "thỏ" vì thỏ chỉ là sinh tiếu 生肖, nghĩa là con vật cầm tinh của chi Mão. Chữ 兔 (thỏ) viết giống chữ 免 (miễn), chỉ có thêm một nét để chỉ cái đuôi. Hai chữ 兔 (thỏ) và 免 (miễn) không khác biệt trong văn tự cổ thời Xuân Thu theo cuốn Ngữ lâm thú thoại nên chữ miễn một dạng cổ của chữ mãn trong tiếng Việt cổ đã có nghĩa là con mèo, hai chữ bị dùng lẫn lộn về mặt tự dạng, nhưng về mặt tự dạng còn về mặt từ vựng thì thố (thỏ) 兔 và miễn 免 là hai từ riêng biệt và độc lập. Thuật ngữ miễn có thể được ghi bằng tự dạng của chữ thố (thỏ) 兔 nhưng được đọc thành miễn với nghĩa "truất bỏ", "tha cho khỏi", cũng như từ thố có thể được ghi bằng tự dạng của chữ miễn 免 nhưng nó được đọc thành thố với nghĩa "thỏ", nghĩa của từ mãn (là mèo) trong tiếng Việt là từ miễn 免 của tiếng Hán, trong khi miễn 免 không chỉ động vật. Chữ miễn 免 này chỉ có thể dùng thay cho miễn 勉 là cố gắng, nổ lực và miễn 娩 là đẻ con. Sự chuyển đổi từ con thỏ của chi "mão" Trung Quốc sang con mèo của chi "mão" Việt Nam là do chữ viết và sự biến đổi về ngữ âm. Chữ "Thố 兔 " (Thỏ) gần giống với chữ "miễn 免,.

### Con chuột
Trong tiếng Anh có hai từ cơ bản chỉ về con chuột là "mouse" (dạng thức số nhiều là "mice" chỉ về chuột nhắt nhà) và "rat" (chỉ về chuột cống), nghĩa biểu trưng của hai từ này thường hàm ý tiêu cực như chỉ điều bất ổn ("smell a rat" - ngửi thấy chuột, điều bất thường) hay chỉ tình trạng xập xệ, cũ nát ("The house’s ratty" – nhà ổ chuột) vì trong văn hóa phương Tây, chuột gắn liền với những ý nghĩa xấu xa: kẻ phá hoại, kẻ cướp, kẻ gieo rắc tai họa, bệnh tật
Trong tiếng Trung Hoa, chuột được gọi là "Thử" (鼠) và chỉ có chuột và hổ mới được gọi tên một cách kính cẩn bằng cách gắn thêm từ "lão" phía trước là lão thử tức cụ chuột và lão hổ tức cụ hổ. Cách nói "chim chuột" chỉ kết quả của một sự dịch nghĩa từ các thành tố của một địa danh Trung Hoa là Điểu Thử Đồng Huyệt (chim chuột cùng hang) cũng gọi tắt là Điểu Thử (chim chuột) không hàm ý về trống mái nhưng, nhiều người thường giải thích "chim chuột" là chuyện ve vãn, tán tỉnh gái trai trong quan hệ tình cảm.
Tiếng Việt hiện đại có nhiều từ được dùng để gọi tên loài chuột như chuột, thử, tý với hàng loạt tổ hợp từ phái sinh từ chuột chù, chuột cống, chuột nhà, chuột đồng, chuột khuy, chuột bạch, chuột nhắt, chuột chũi. Từ Chuột theo học giả An Chi được cho là một từ Việt gốc Hán mà âm Hán Việt là đột, chữ đột là một loài chuột "giống như chuột nhà mà nhỏ, lông màu vàng, đuôi ngắn, lông đuôi xù ra". Tiếng Hán gọi chuột là thử do đó tên chuột/tý có nguồn gốc Trung Hoa. Chuột/tý có thể thành lập tương quan ngữ âm giữa Tý/Tử (子) và chút *chuột, mà tiếng Việt còn duy trì nhiều liên hệ như huyết thống cũng như các vết tích Hán cổ hỗ trợ cho khả năng Tý/tử (子) là một dạng ký âm của một tiếng nước ngoài, người Hán không hiểu Tý/Tử từng là tên gọi loài chuột khi nhập vào tiếng Hán cổ.
Một dạng âm cổ phục nguyên của Tý/Tử là gần với âm *chơkh (chơc) tiếng Việt hiện đại; tiếng Khmer dùng dạng *ju:t (chuột) để chỉ chi Tý/Tử và chuột, còn tiếng Môn (chăk là chắt) và dạng tuch (Khmer) là chút. Tý hay Tử 子 đọc là Chốt hay Chút. Từ khi Chốt đổi thành Tý, người Việt xưa sợ mất âm của mình nên đọc ghép vào thành Tý Chút = Chốt = Chột = Nhỏ. Chốt đọc hoán vị thành Chuột là do tính cận âm Chốt-Chột-Chuột. Chữ Tý hay Chốt có chữ giáp cốt gần giống với chữ Tỵ là rắn, nên khi dùng chữ Tỵ thay chữ Đà rồi người dùng ngay chữ Tỵ đổi thanh nặng sang sắc thành Tý, ở đây chỉ đổi âm chữ không đổi chữ và nghĩa do đó Tý có mối quan hệ với thử, chuột, tử, đột, chốt, chuột.

### Loài hổ
Trong số các tên gọi tên được dùng phổ biến và tồn tại trên văn bản, các vùng nhiều nhất là Hổ. Người phương Đông gọi Hổ bằng nhiều tên hơn người Phương Tây. Trong hệ ngôn ngữ châu Âu, từ hổ bắt nguồn bằng từ tigre vốn được vay mượn từ tiếng Hy Lạp tigris, bản thân từ này lại vay mượn từ tiếng Ba Tư trong từ Anh-Mỹ thì hổ cái (tigress) lần đầu tiên được ghi lại năm 1611 và thuật ngữ Mắt hổ (yellowish-brown quartz) được ghi lại năm 1891. Thuật ngữ tiếng Anh thông dụng chỉ về hổ là Tiger và chỉ về hổ cái là Tigeress, trong tiếng Pháp thì hổ còn gọi là Tigris, tiếng Tây Ban Nha thì hổ được gọi là El Tigre.
Ở châu Á, người Tungus một dân tộc ở vùng Tây Bá Lợi Á gọi giống hổ Mãn Châu bằng tên gọi với ý nghĩa tôn xưng là Ông hay Ông già, còn người Udege và người Nanai ở vùng Viễn Đông Nga gọi hổ Mãn Châu bằng tên gọi Amba với ý nghĩa sùng kính, người Mãn Châu gọi tên hổ với ý nghĩa là Vua (Hu Lin) Người Mông Cổ gọi hổ là Ba-lưa (Бар) đây là từ gốc của danh hiệu Ba Đồ (Баатар) và Ba Đồ Lỗ (Baturu) của người Mãn Châu. Ở Trung Quốc, người Trung Quốc hay gọi hổ là Lão hổ. Ở Mã Lai, hổ Mã Lai cũng được người Mã Lai đặt cho nhiều loại tên hiệu, đáng chú ý có Pak Belang có nghĩa là Chú có sọc hay Bác có sọc. Ở Indonesia, người ta gọi hổ là Harimau, người Thái Lan gọi hổ là Seua. Người Thái ở Việt Nam gọi hổ là Tu xưa, Xưa cả, Xưa cản tao, người Mường thì gọi là Tu khán, người M'Nông gọi hổ là Rơnong, người Êđê gọi là Êman, người Hà Nhì ở Lai Châu gọi hổ là Khà dừ, người Khơ Mú gọi hổ là Rvai, người La Hủ gọi hổ là Hủ và tên của dân tộc này được đặt theo tên của con hổ, người Tà Ôi gọi hổ là Avó.
Trong chữ Hán, chữ hổ (唬) nghĩa là dọa nạt, có bộ khẩu đứng trước chữ hổ để tượng hình cho việc nghe tiếng hổ gầm, tạo ra sự khủng khiếp và trong tiếng Việt từ hùng hổ hay hùng hùng hổ hổ cũng có thể xuất phát từ ý nghĩa này. Trong dân gian Việt Nam, với những đẳng cấp và những giai cấp khác nhau, người ta còn gọi hổ là: Cọp, Hùm, hoặc những danh xưng mang tên Ông như ông Hổ, ông Cọp, ông Hùm, ông Kễnh, ông Hầm, ông Ba Mươi, ông Khái, bà um... trong đó người ta thường gọi con hổ với cách gọi rất trân trọng là ông Hổ, ông Ba Mươi Trong các loài thú dữ, chưa có loại thú nào được con người sợ hãi, thờ cúng, kỵ húy nhiều bằng con cọp, quan điểm nhiều người không dám gọi thẳng tên, một số người già không dám kêu đích danh con hổ mà chỉ dám gọi chệch đi ông kễnh, ông ba mươi hay ông hùm vì sợ Ngài giận.
Cái nhìn dân gian Việt về con cọp thể hiện trong cách gọi tên, thể hiện qua những câu ca dao, tục ngữ, thành ngữ, những câu chuyện cổ tích, ngụ ngôn. Ngoài tên Cọp, là Hổ, tiếng Hán Việt là Dần, hổ còn có tên là Khái, là Kễnh, Ba Cụt (cọp ba chân), Ba Ngoe (cọp ba móng), Ông Chằng hay Ông Kẹ, Ông Dài, Ông Thầy (cọp thành tinh), Ông ba bị. Dựa vào tiếng gầm của, hổ còn có tên gọi là Hầm, là Hùm, dựa vào sắc màu của da còn gọi là Gấm, là Mun. Ở Nam Bộ cò gọi cọp là Ông Cả vì sợ cọp quấy phá, lập miếu thờ, tôn cọp lên hàng Hương Cả là chức cao nhất trong Ban Hội Tề của làng xã Nam Bộ trước đó, người dân ở một số vùng thuộc Quảng Trị (như làng Thủy Ba) còn gọi hổ bằng tiếng địa phương là coọc có nghĩa là cọp. Người Việt gọi là hổ, cọp, hùm, kễnh, khái (miền Trung), Thầy, Hạm, (miền Nam) và các tên ẩn dụ như chúa sơn lâm, Mãnh chúa rừng xanh, chúa tể rừng xanh, ông cả cọp, ông ba mươi, ông thầy.
Hổ từ lâu đã được người dân Việt Nam xem là chúa tể của núi rừng, với sức mạnh vô biên kết hợp hài hòa với vẻ đẹp hình thể uyển chuyển và sự mềm mại, khéo léo. Chính vì vậy người dân vẫn gọi loại vật này bằng những đại từ nhân xưng thể hiện sự kính trọng: "Ngài", "Ông" hay "Cậu". Một quan niệm phổ biến nơi dân gian Nam bộ là người ta phân biệt hổ ra hai loại "cọp" và "hạm". Cọp là loại hổ trên trán nó có chữ "Nhâm" đó là "hổ thần", không bao giờ ăn thịt người, hổ thần được thờ là bạch hổ (cọp trắng). Còn Hạm là từ dùng để chỉ những con hổ ăn thịt người, đó là thứ cọp đã thành ma quỷ, thành tinh.  Trong tâm niệm người dân quá sợ cọp nên dân Cà Mau không khi nào dám gọi thẳng là con cọp hay con hổ mà phải cung kính gọi là "ông Thầy", "ông Hổ", hoặc "hai Cọp", "khái", hoặc "Hương quản cọp".
Ở Miền Đông Nam Bộ, những danh xưng cao nhất được dành cho hổ như Sơn quân chi thần, Sơn quân chúa xứ, Sơn quân mãnh hổ, Sơn lâm chúa tể, Sơn lâm chúa xứ, Sơn lâm đại tướng quân, Sơn quân chúa động, Chúa xứ sơn lâm, Mãnh Hổ, Thần Hổ, Ông, ông Thầy, ông Cả, Ngài, ông Ba Mươi, Hương quản. Ở các làng quê Nam Bộ, thường có tập tục cử cọp giữ chức Hương cả của làng, Có nơi như Bến Tre, dân làng gọi hổ với chức Đại hương cả. Nguyên nhân do tương quan lực lượng giữa con người và tự nhiên vào buổi đầu, nên dù có diệt cọp nhưng những người dân đi khai phá vẫn phải tôn thờ nó vì hổ tượng trưng cho sức mạnh của tự nhiên mà cư dân buổi đầu phải đối đầu, điều đó giải thích một tập tục thờ hổ phổ biến trong buổi đầu đi khai phá khi con người phải thừa nhận những sức mạnh của tự nhiên, mà cọp là một đại diện tiêu biểu.
Sở dĩ hổ thường gọi nhiều tên như thế vì con người rất sợ loài thú hung dữ này khi họ phải lên rừng núi để khai thác gỗ, đốn củi, đốt than, khai thác trầm kỳ, mây, tre, cây thuốc, lấy mật ong... hay nhà ở gần núi, nên thời xưa, không những con người lập miếu thờ cọp, gọi cọp là Sơn Thần, Sơn Quân Chúa Sơn Lâm mà còn kỵ húy, kiêng kỵ tên chính thức nên gọi tránh đi và bao giờ cũng có chữ Ông, chữ Ngài đứng trước để tỏ ý tôn trọng hay thành kính. Hoặc là hổ nhiều khi vồ cả người cho nên người dân xưa, đặc biệt là dân vùng sơn cước thường sợ, tôn sùng hổ, khi đi rừng không dám nhắc đến hổ, hoặc nói trại tên đi. Ở vùng Sơn La, đồng bào dân tộc ở đây họ rất sợ hổ và họ gọi là ông hổ', chứ không dám gọi là con hổ.
Về vị trí của hổ trong rừng, người ta còn gọi hổ bằng Chúa sơn lâm, sau đó được nhấn mạnh thêm là Chúa tể sơn lâm hoặc Chủ tể Sơn lâm hay Chúa tể rừng xanh, Mãnh chúa rừng xanh, Chúa tể núi rừng, Sơn Quân, Sơn Thần, Vua hổ, Vua cọp..., có thể nói, trong họ hàng nhà mèo thì có lẽ hổ là con thú được nhắc đến nhiều nhất với danh hiệu Chúa sơn lâm. Ở Ấn Độ và người Phương Tây hay dùng thuật ngữ Hổ Hoàng gia hay Chúa sơn lâm (Tigre Royale/Royal Tiger) để chỉ về hổ Bengal. Hổ Mãn Châu còn được mệnh danh là Chúa tể của rừng Taiga. Người ta cũng dùng những thuật ngữ gọi về hổ như con hổ, con cọp nhưng đây chỉ là những từ ngữ mang tính mô tả chứ không có ý miệt thị như những thuật ngữ kiểu như (đồ) con chó, (đồ) con lợn, (như) con bò, (như) trâu, (như) con dê già Và cũng chính sự dữ tợn nguy hiểm của hổ mà nhiều người gọi hổ bằng danh xưng Ông. Trong tiếng Trung Hoa, chỉ có chuột và hổ mới được gọi tên một cách kính cẩn bằng cách gắn thêm từ "lão" phía trước: lão thử (cụ chuột) và lão hổ.
Trong tiếng Việt, tuy có nhiều tên gọi nhưng tập trung vào một số tên gọi chính với cách dùng trong những trường hợp cụ thể là
- Hổ: Liên tưởng đến sự hùng hổ, mạnh mẽ, hung ác, quyết thắng. Người ta cũng thường dùng từ hổ dữ để mô tả về những con hổ chỉ về sự hung tợn, dữ dằn hoặc tấn công làm hại người, hoặc dùng từ Mãnh hổ chỉ về những con hổ dũng mãnh, từ Ác hổ chỉ về những con cọp ác, cọp dữ, hoặc từ Dã hổ chỉ về những con hổ hoang dã.
- Cọp: Liên tưởng đến động tác ngoạm, cắp rất dữ dội, tham lam, ăn tươi, nuốt sống. Ở miền Tây, Cọp là loại hổ trên trán nó có chữ "Nhâm" đó là "hổ thần", không ăn thịt người, hổ thần được thờ là bạch hổ (cọp trắng).
- Hùm: Liên tưởng đến tiếng gầm dữ dội, nhằm đe dọa đối phương của những con cọp (đồng âm là Hầm).
- Ông Ba mươi: chỉ thọ 30 tuổi và hay rình dò kiếm ăn vào đêm 30 Tết và kêu lên với sự tôn trọng, hay Cọp đi ba mươi bước là quên hết mọi thù oán hoặc Đêm ba mươicuối tháng âm lịch, trời tối đen như mực, là thời gian thích hợp cho cọp dễ lộng hành, tìm mồi. Truyền thuyết kể rằng, vua Gia Long trong những ngày sống trong rừng, hết cả lương thực may mắn có thịt thú rừng do hổ tiếp tế. Biết ơn hổ, vua cho lập miếu thờ và ra lệnh ai lỡ tay giết hổ bị phạt 30 trượng hoặc bắt sống thì thưởng 30 quan tiền. Vì vậy mà con hổ còn được gọi là ông ba mươi.
- Chúa sơn lâm: Trong tiếng Việt, hổ cũng là loài vật được tôn xưng là Chúa Sơn lâm và hổ đồng nghĩa với chúa sơn lâm. Những nơi hổ được coi là vị vua của muôn thú đến từ các nước phương Đông và Đông Nam của châu Á, nơi mà người ta chưa từng chứng kiến có sư tử hiện diện. Hổ là loài thú mạnh nhất trong rừng xanh ở nơi đây, biểu tượng cho sức mạnh của tự nhiên thủa còn sơ khai, từ đó đã đi vào tâm thức và văn hóa dân gian như một loài thú mạnh nhất của núi rừng, miền sơn cước. Người ta tôn xưng hổ là Sơn quân (tức là vua của núi rừng). Theo Thuyết Văn thì "Hổ sơn thú chi quân" (nghĩa là Cọp vua loài thú trên núi). Theo Hổ Uyển thì "Hổ vi thú trưởng, diệc viết Sơn quân" (nghĩa là Cọp lớn nhất trong bầy thú nên gọi là Sơn quân).
- Kễnh: Liên tưởng đến việc con cọp có thể chỉ cần chạy bằng ba chân, khi một chân bị thọt, hoặc vướng vì tha con mồi to hơn mình (ông Kễnh).
- Ông Mãnh: Mạnh mẽ, tàn bạo, thù dai.
- Hạm: Trong miền Nam hạm hay khái hạm là từ dùng để chỉ những con hổ ăn thịt người, đó là thứ cọp đã thành ma quỷ, thành tinh, cũng có nghĩa là cọp nhưng là những con cọp ác, hung dữ ăn thịt người quấy phá cuộc sống của người dân, đối lập với cọp bạch, tức là cọp tu, cọp hiền.
- Hàm: cũng như Hùm, từ tượng thanh dùng làm danh từ dựa vào tiếng gầm của hổ.
- Gấm, Mun: Tên gọi dựa vào màu sắc của hổ.
- Sơn quân, sơn thần, hương cả: Những tên gọi tôn xưng trong tục thờ hổ.
- Quan lớn tuần dinh, hoặc Quan Năm dinh: Trong tín ngưỡng thờ tự hổ, hổ cũng được thờ phụng như một vị nhiên thần, đại diện của quyền lực tự nhiên, hoặc trở thành hầu cận, tùy giá của các Thánh thần và được gọi là "Quan lớn tuần dinh" (hay Quan năm dinh) để tôn vọng hổ[33] được thờ cúng trong các đền, miếu (quan ngũ hổ được thờ ở Hạ Ban hoặc thờ trong ban thờ riêng).

### Con lợn
Trong Tiếng Việt, con lợn còn được gọi với nhiều tên khác như heo, ỉn, trư, hợi, con trong tiếng Anh quen thuộc với từ "pig" dùng để chỉ con lợn nhưng trong Tiếng Anh cũng có những danh từ khác để chỉ con vật này, tuỳ vào giống lợn đực/cái, độ lớn hay tính chất nuôi để làm gì mà ta có những từ vựng khác nhau để chỉ con lợn.
- Pig: Lợn nói chung
- Boar: Lợn lòi, lợn rừng
- Hog: Lợn đực, lợn thiến, lợn hoang
- Piglet: Lợn con, heo sữa
- Piggy: Lợn con
- Swine: Lợn, heo. Ngoài ra còn để chỉ những người (vật) đáng ghét, ghê tởm (đồ con lợn)
- Porker: Lợn thịt, lợn hướng thịt (lợn vỗ béo để lấy thịt)
- Shoat: Lợn con mới đẻ
- Sow: Lợn nái; lợn cái hoàn toàn trưởng thành, thuần thục về tính dục
- Cob roller: Lợn, giống lợn, lợn giống
- Porky: lợn béo; béo như lợn, giống lợn hoặc để chỉ sự béo múp, lắm thịt.

### Thú non
- Calf: con bê, nhưng đồng thời cũng chỉ các con thú non của các loài động vật ăn cỏ như voi, bò, trâu, trong đó, con bò non (bò tơ) thì được gọi là bê (heifer), còn con trâu non thì gọi là con nghé.
- Cub: thú non, thú con của các loài động vật ăn thịt (như hổ, sư tử, sói, gấu)
- Fawn: nai con, nai tơ chỉ về những con hươu nhỏ, nai nhỏ
- Chick: gà con, gà non, chim con, những con gà con mới sinh gọi là gà úm, lớn lên gọi là gà choai, hay gà trống choai
- Duckling  vịt con, vịt non
- Puppy: chó con, cún con
- Kit: mèo con
- Piglet: lợn con, lợn sữa
- Bunny: thỏ con/thỏ non
- Lamp: cừu con, trừu non, chiên non
- Foal: ngựa con, ngựa tơ, ngựa non, lừa con.
- Kid: dê con, dê tơ
- Fry: cá con, cá bột
- Gosling: ngựa non, lừa con
- Joey: Chuột túi con
- Owlet: cú con
- Parr: cá hồi con
- Tadpole: nòng nọc
- Squab:  bồ câu non, bồ câu ra ràng.